# Iakímivka (Crimea)
|  | Per a altres significats, vegeu «Iakímivka». |

Iakímivka (en (ucraïnès): Якимівка) és un poble de la República Autònoma de Crimea a Ucraïna, que el 2014 tenia 1.312 habitants. Pertany al districte de Nijnegorski.